# Paddy Ashdown

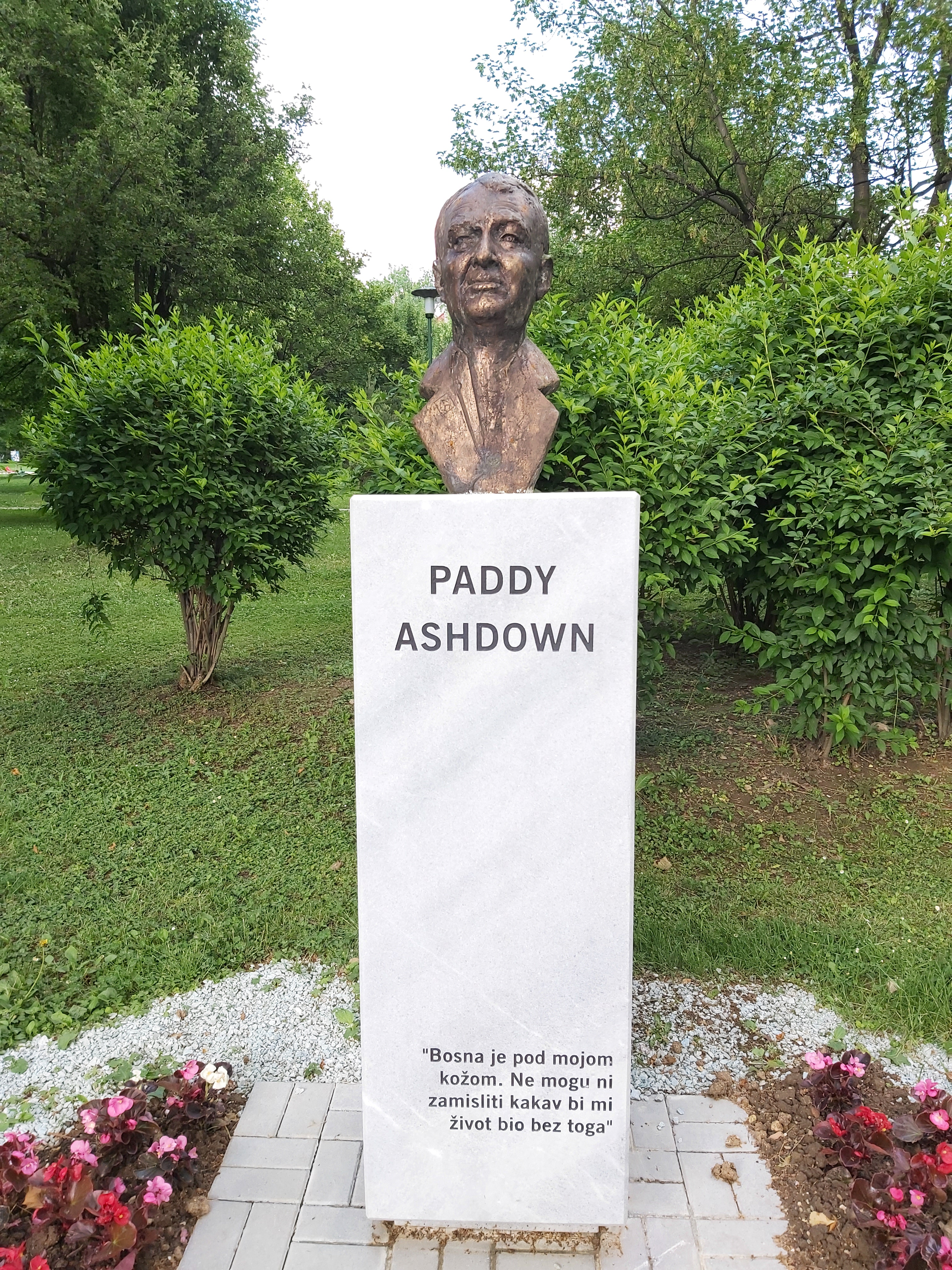
Paddy Ashdown, Sarajevo

Jeremy John Durham Ashdown (Nueva Delhi, 27 de febrero de 1941-Norton sub Hamdon, 22 de diciembre de 2018), más conocido como Paddy Ashdown, fue un político y diplomático británico. Fue líder del partido de los Liberal Democrats entre 1988 y 1999. De 2002 a 2006, fue el Alto Representante para Bosnia y Herzegovina.
Antes de dedicarse a la política, fue Royal Marine durante trece años y miembro del SBS, una de las unidades de las fuerzas especiales británicas.